# Casa Günter Grass

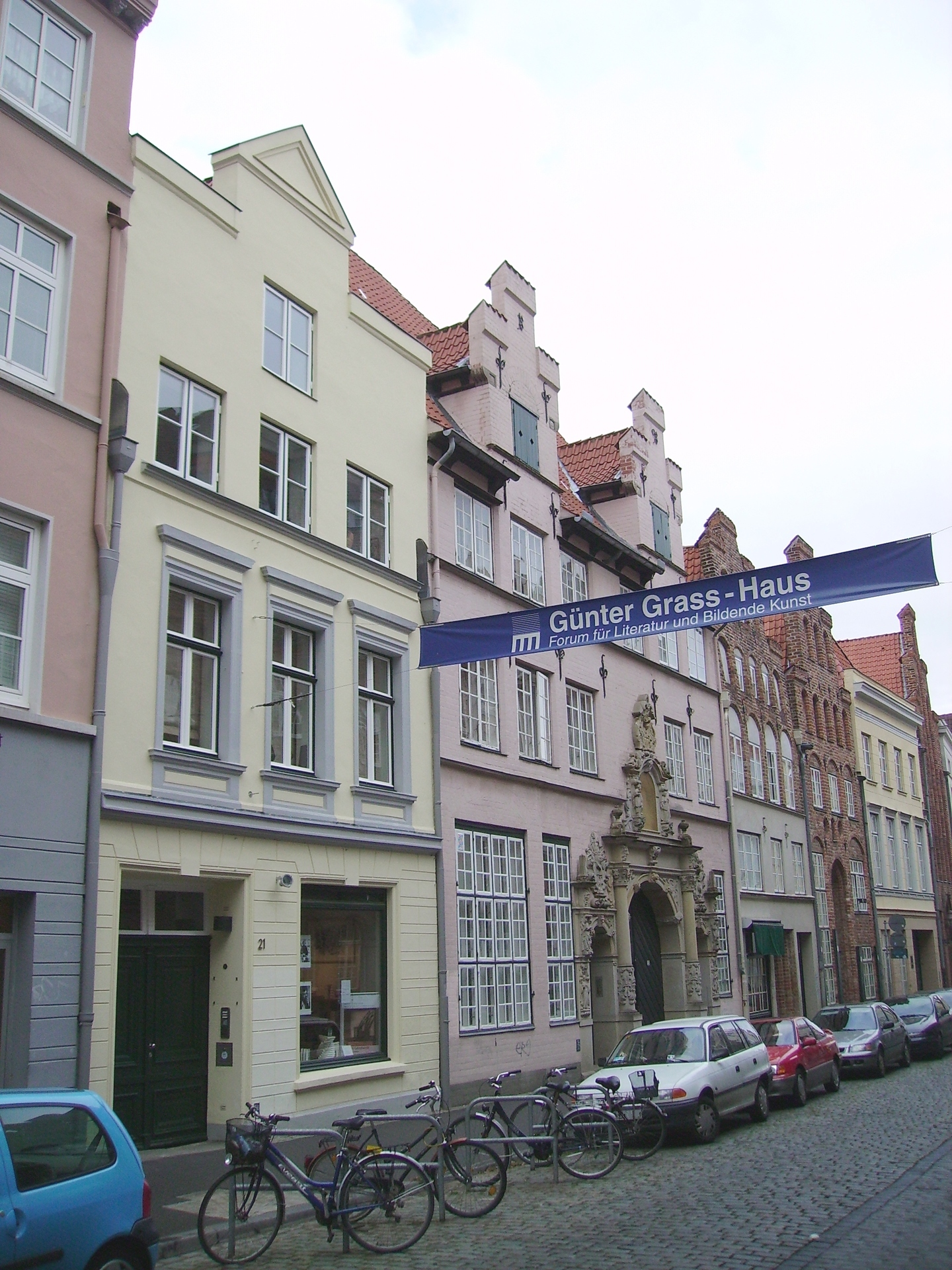
Casa Günter Grass (facciata) (2008)

La Casa Günter Grass è un edificio e un museo nel centro storico di Lubecca dedicato all'opera letteraria, pittorica e scultorea di Günter Grass, vincitore del premio Nobel per la letteratura, che visse vicino a Lubecca nella sua vecchiaia, fino a morirvi. Lo sponsor della casa, che ha aperto nell'ottobre 2002, è la Kulturstiftung Hansestadt Lübeck.

## Istituzione
La Casa Günter Grass è stata aperta come forum per la letteratura e le arti figurative nel 2002 in Glockengießerstraße 21 a Lubecca. Il museo si concentra sulla ricerca e la comunicazione dell'interazione tra letteratura e arte figurativa nell'opera di Grass.

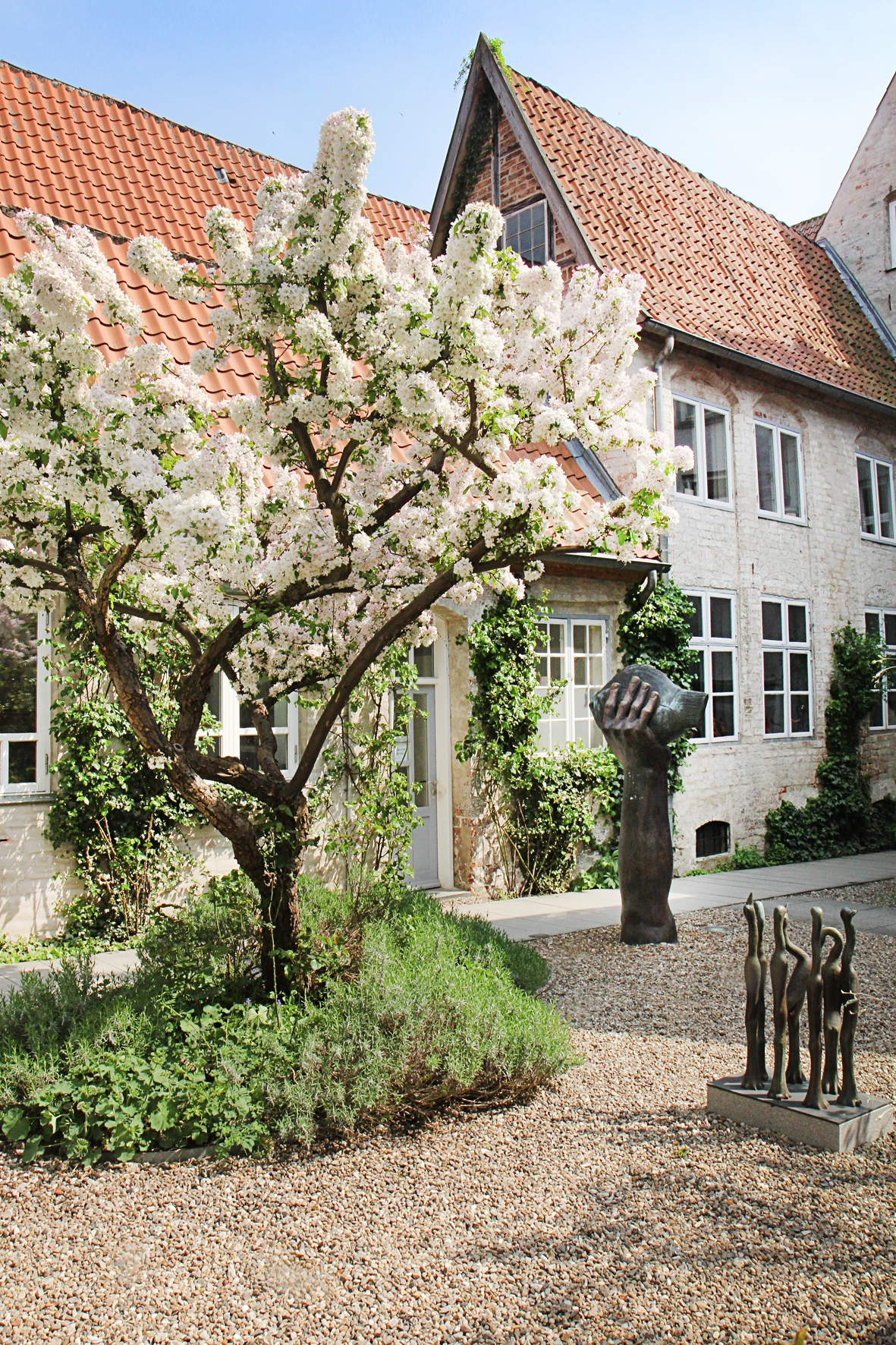
Cortile con le sculture di Günter Grass, Der Butt im Griff e Sieben Vögel (2014)

Lo scrittore, grafico, pittore e scultore, nato a Danzica nel 1927, ha vissuto vicino alla città anseatica a Behlendorf dal 1986 fino alla sua morte nel 2015; la sua segreteria e il suo archivio si trovavano nello stesso edificio in Glockengießerstraße dagli anni '90. Nonostante la vicinanza spaziale con il suo omonimo, la Günter-Grass-Haus operava in modo indipendente dal punto di vista scientifico. Nei primi anni, gli storici dell'arte Kai Artinger e Stefanie Wiech erano responsabili. A Wiech è succeduto come direttore del museo nel 2009 il germanista e storico Jörg-Philipp Thomsa.
Dopo la morte di Grass, la Casa Günter Grass, in collaborazione con Steidl Verlag, ha organizzato l'evento commemorativo centrale, che ha avuto luogo il 10 maggio 2015 al teatro di Lubecca alla presenza del presidente federale Joachim Gauck. Il discorso principale è stato tenuto dallo scrittore John Irving. Helene Grass e Mario Adorf hanno letto poesie del defunto.
In occasione del 90º compleanno di Günter Grass, la Casa di Günter Grass ha ospitato un evento festivo con Salman Rushdie, che è stato un amico del premio Nobel per la letteratura, presso la Sala della Musica e dei Congressi di Lubecca il 28 novembre 2017. I partecipanti all'incontro di letteratura di Lubecca fondato da Günter Grass, Dagmar Leupold, Eva Menasse, Benjamin Lebert, Fridolin Schley e Tilman Spengler, leggono dal romanzo È una lunga storia.
Lo sponsor della casa è la Kulturstiftung Hansestadt Lübeck. Il Freundeskreis Günter-Grass-Haus e.V. sostiene e promuove il lavoro del museo. Tra i membri della Freundeskreis non ci sono solo cittadini di Lubecca, ma anche personaggi pubblici come Mario Adorf, Günter Netzer, Eva Menasse, Frank-Walter Steinmeier, Volker Schlöndorff, Denis Scheck e Ulrich Wickert.

## Posizione
Il complesso di edifici con due vecchie case ristrutturate in Glockengießerstraße si trova sotto la chiesa di Santa Caterina. Il progetto è stato intrapreso dall'architetto di Lubecca Thomas Schröder-Berkentien in collaborazione con lo Studio Heller di Amburgo. Su due appezzamenti stretti di 50 metri di lunghezza con un cortile medievale si trovano gli edifici anteriore e posteriore con lo spazio espositivo vero e proprio. Nel cortile interno, opere scultoree di Grass come la scultura Der Butt im Griff possono essere viste nel giardino delle sculture. Ogni anno in estate, un grande festival per bambini con temi variabili e la Notte dei Musei di Lubecca hanno luogo qui. Attraverso il giardino posteriore del museo, dove si possono vedere anche sculture di Günter Grass, c'è un collegamento con la filiale della Bundeskanzler-Willy-Brandt-Stiftung in Königstraße, la Casa Willy Brandt di Lubecca, aperta nel 2007.

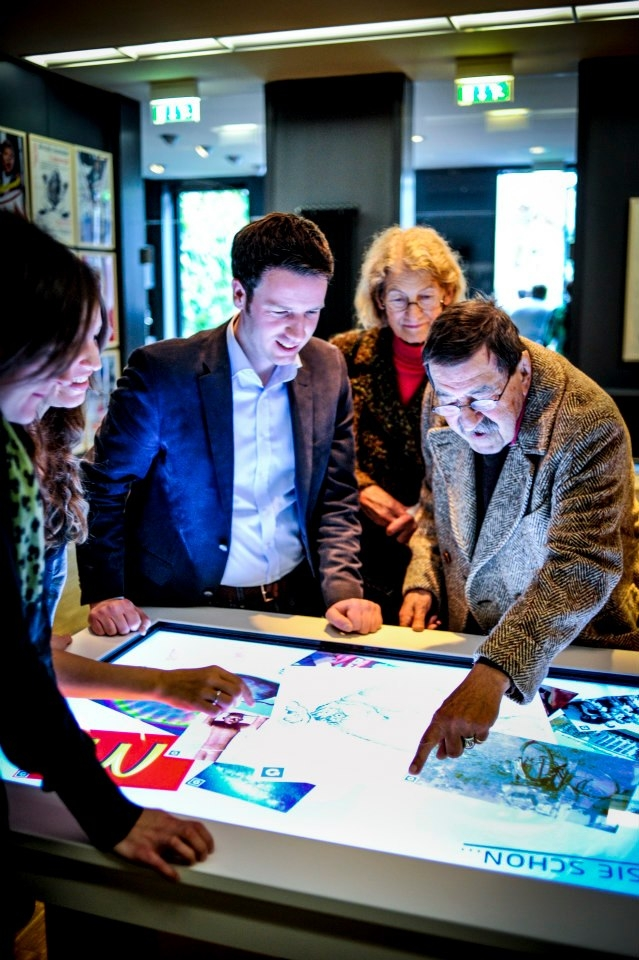
Il direttore del museo Jörg-Philipp Thomsa con Ute e Günter Grass (2014)

## Collezione
Per la ricerca interdisciplinare, il museo ha a disposizione una collezione di più di 1.400 disegni originali, litografie, acquerelli e incisioni, oltre a numerosi manoscritti provenienti dal patrimonio dell'artista. Nel 2016, l'intera collezione è stata digitalizzata.
Nel maggio 2018, la Günter-Grass-Haus ha acquisito 33 primi dipinti di Günter Grass. La collezione acquistata include studi di nudo, ritratti, acquerelli, disegni a inchiostro e una stampa di quella che è presumibilmente l'unica xilografia dell'artista.
Il museo ha acquisito le versioni complete manoscritte delle opere autobiografiche "Sbucciando la cipolla" (2006) e "Camera oscura" (2008) nel dicembre 2020.

## Prove individuali
1. ↑   Die letzte Heimat des Dichters, su ln-online.de.
2. ↑   An Literatur erinnern. Zur Erinnerungsarbeit literarischer Museen und Gedenkstätten..
3. ↑   »Er konnte sich nicht outen aus Scham«, su michael-mueller-verlag.de. URL consultato il 26 febbraio 2021 (archiviato dall'url originale il 2 novembre 2019).
4. ↑   Abschied mit Wehmut und Respekt, su n-tv.de.
5. ↑   Leiter des Günter Grass-Hauses: "Wir wollen aufklären", su focus.de.
6. ↑   Den Butt im Griff, su baunetz.de.
7. ↑   Archiv des Günter-Grass-Hauses künftig auch digital nutzbar, su focus.de.
8. ↑   Grass-Haus in Lübeck erwirbt Bilder von Günter Grass [collegamento interrotto], su mainpost.de.
9. ↑   Lübecker Museen kaufen Originales von THomas Mann und Günter Grass, su ln-online.de.